# Hadula lupa
Hadula lupa är en fjärilsart som beskrevs av Hugo Theodor Christoph 1893. Hadula lupa ingår i släktet Hadula och familjen nattflyn. Inga underarter finns listade i Catalogue of Life.